# Bảo tàng Israel
Bảo tàng Israel, Jerusalem (tiếng Hebrew: מוזיאון ישראל,ירושלים, Muze'on Yisrael, Yerushalayim) được thành lập vào năm 1965 trong vai trò là Bảo tàng Quốc gia Israel. Bảo tàng nằm trên một ngọn đồi trong Givat Ram, lân cận Jerusalem, gần bảo tàng Bảo tàng Bible Lands, Campus cho Khảo cổ học Y-sơ-ra-ên, Khu Khảo cổ Quốc gia Israel, Knesset, Tòa án Tối cao Israel và "Đại Học Hebrew Thành phố Jerusalem - (Givat Ram)".
Thị trưởng Jerusalem, Teddy Kollek, là người có tâm huyết thúc đẩy việc thành lập bảo tàng - một trong những bảo tàng khảo cổ và nghệ thuật hàng đầu thế giới. Bảo tàng Israel là nơi lưu giữ các bộ sưu tập khảo cổ kinh thánh phong phú, nghệ thuật nghi lễ Do Thái, dân tộc học, nghệ thuật, đồ tạo tác có nguồn gốc từ châu Phi, Nam và Bắc Mỹ, châu Đại Dương và Viễn Đông, các bản viết tay quý hiếm, kính và tác phẩm điêu khắc cổ đại. Trên khu đất của bảo tàng có một công trình được thiết kế đơn độc là toà nhà Shrine of the Book, nơi chứa các cuộn tài liệu Biển Chết và đồ tạo tác tìm thấy ở Masada. Bảo tàng Israel chứa 500.000 vật lưu trữ với 7.000 trong số đó có thể xem trực tuyến.
Giám đốc bảo tàng là James Snyder, cựu phó giám đốc của Bảo tàng Nghệ thuật hiện đại tại New York, được bổ nhiệm năm 1997. James Snyder giám sát một chiến dịch 100 triệu đô la Mỹ để cải tạo bảo tàng và tăng gấp đôi không gian triển lãm. Bảo tàng mới khai trương vào ngày 26 tháng 7 năm 2010.
Bảo tàng có diện tích gần 50.000 mét vuông, thu hút 800.000 du khách mỗi năm, trong đó bao gồm 100.000 trẻ em đến Youth Wing. Khu Kinh Thánh Samuel Bronfman và Bảo tàng khảo cổ là một phần của khu phức hợp bảo tàng, lưu trữ những phát hiện khảo cổ khác nhau. Nơi đây có bộ sưu tập các hiện vật từ Israel lớn nhất trên thế giới.

## Hình ảnh

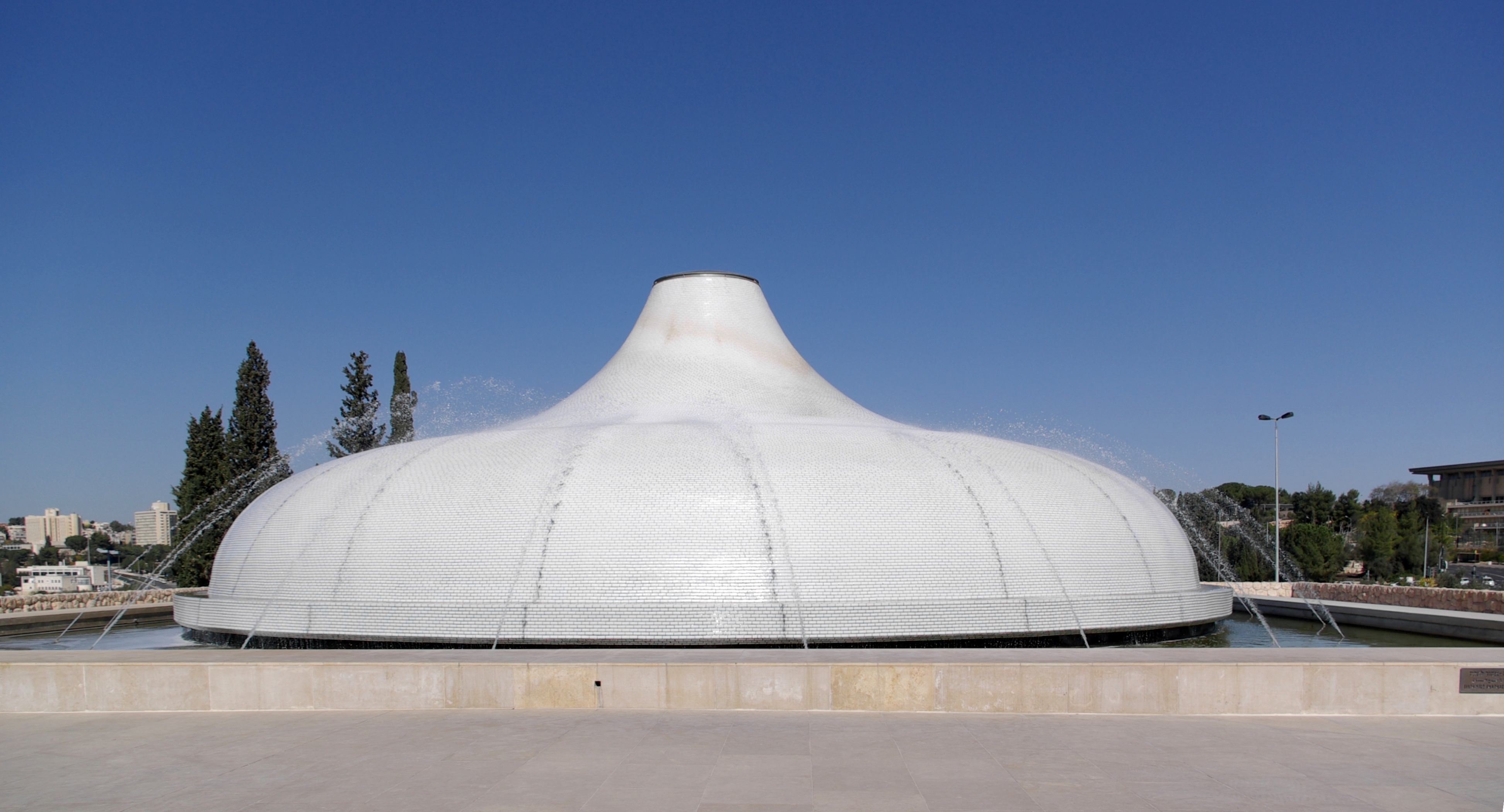
Toà Shrine of the Book
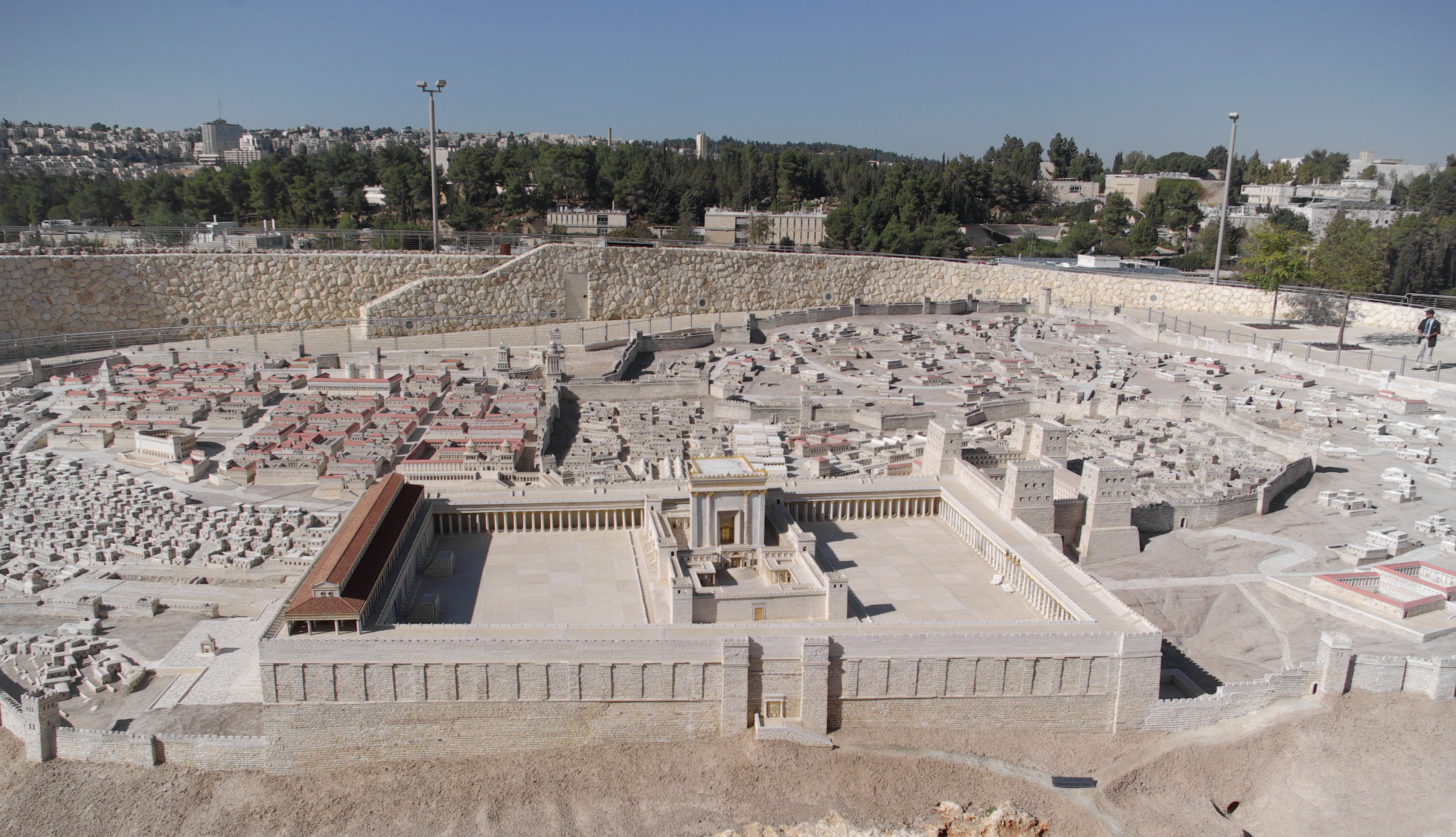
Mô hình của đền
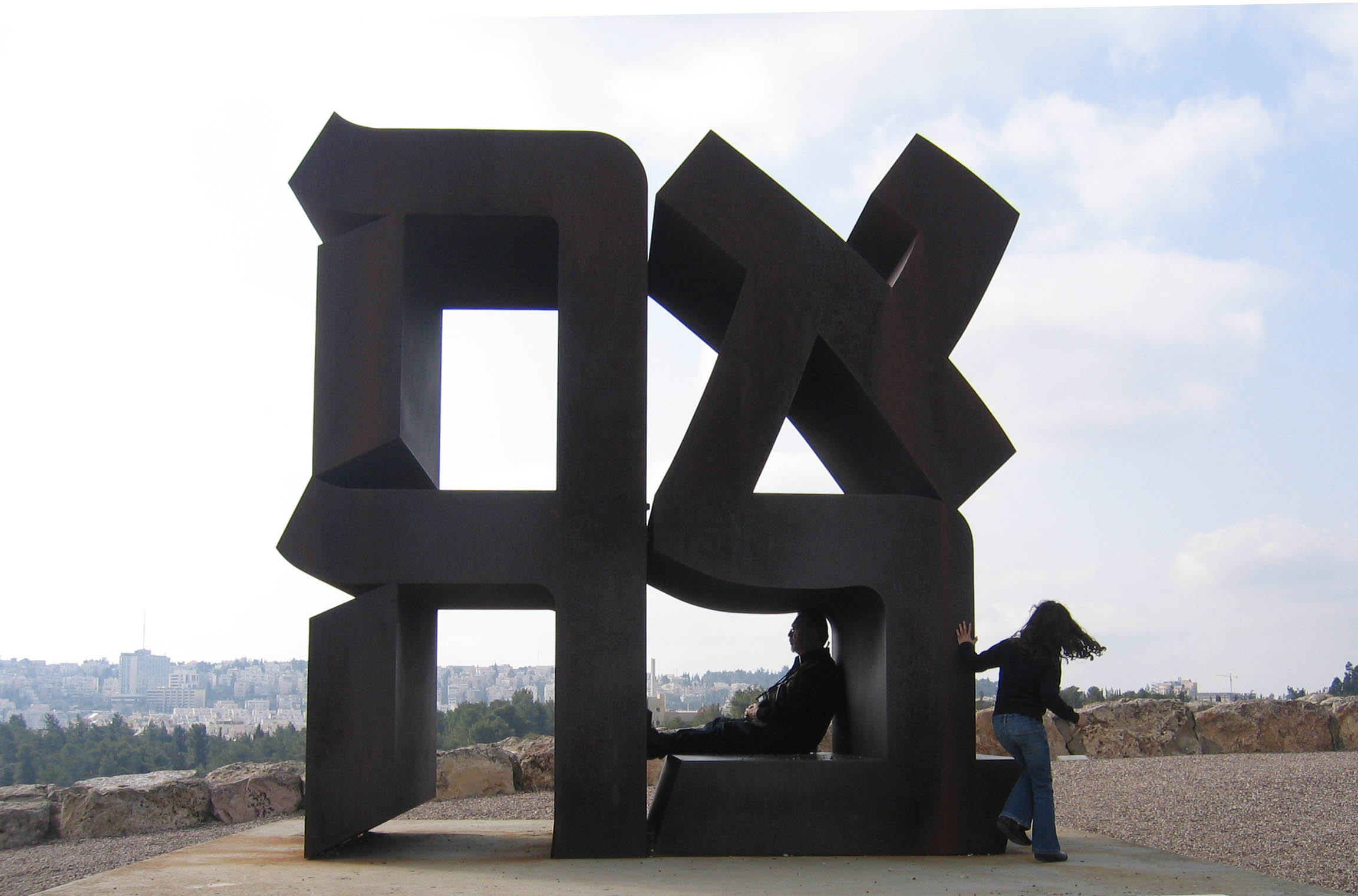
Tác phẩm điêu khắc Love của Robert Indiana